# Politique dans le Limousin
 (février 2008).
Cet article propose un portrait de l'ancienne région du Limousin à travers ses représentants et traditions politiques. Le Limousin est avant 2016 et son intégration à la région Nouvelle-Aquitaine, l'une des 22 régions métropolitaines en France, composée de trois départements que sont la Corrèze, la Creuse et la Haute-Vienne.

## Portrait politique

### Traditions politiques
La région a été marquée par des mouvements de révolte et d'expression populaires (expérience de la Commune de Limoges en 1871, Grèves ouvrières de Limoges en 1905, Résistance du Maquis du Limousin) et un syndicalisme actif (création de la CGT à Limoges en 1895) qui lui donnent une coloration politique encore visible aujourd'hui en filigrane, largement orientée à gauche, en particulier l'ouest de la région, quand l'est rural et plus montagneux est plus orienté à droite.
Les événements historiques et sociaux sont largement mobilisés dans le discours mémoriel, identitaire et politique régional, notamment autour des notions de « terre », de « martyre » et de « résistance »,,. Le Limousin renvoie communément une image de région de conquêtes, résistances et expérimentations sociales et de fortes solidarités de classes et de destins, certainement motivées par l'isolement et la dépréciation du territoire.
Il s'agit ainsi d'une des rares régions de France métropolitaine à avoir toujours majoritairement voté à gauche tout au long de la Cinquième République, étant la seule à avoir été toujours dirigée par une majorité de gauche au Conseil régional. Le Parti socialiste y occupe une position hégémonique, en dépit de bons scores de la droite républicaine sous l'influence de Jacques Chirac, député de Corrèze puis président de la République, et de la gauche radicale (« communisme rural » typique des régions déchristianisées de l'ouest du Massif central), notamment sur le plateau de Millevaches et communisme urbain dans les anciens pôles industriels ouvriers que sont Limoges, Tulle ou Saint-Junien. Le destin présidentiel de François Hollande, également élu corrézien, a considérablement mais ponctuellement amoindri l'influence de la droite républicaine en Limousin, qui conserve des fiefs, en Haute-Corrèze et en Creuse notamment, voire en conquiert au gré des difficultés rencontrées par la gauche à l'échelle nationale.

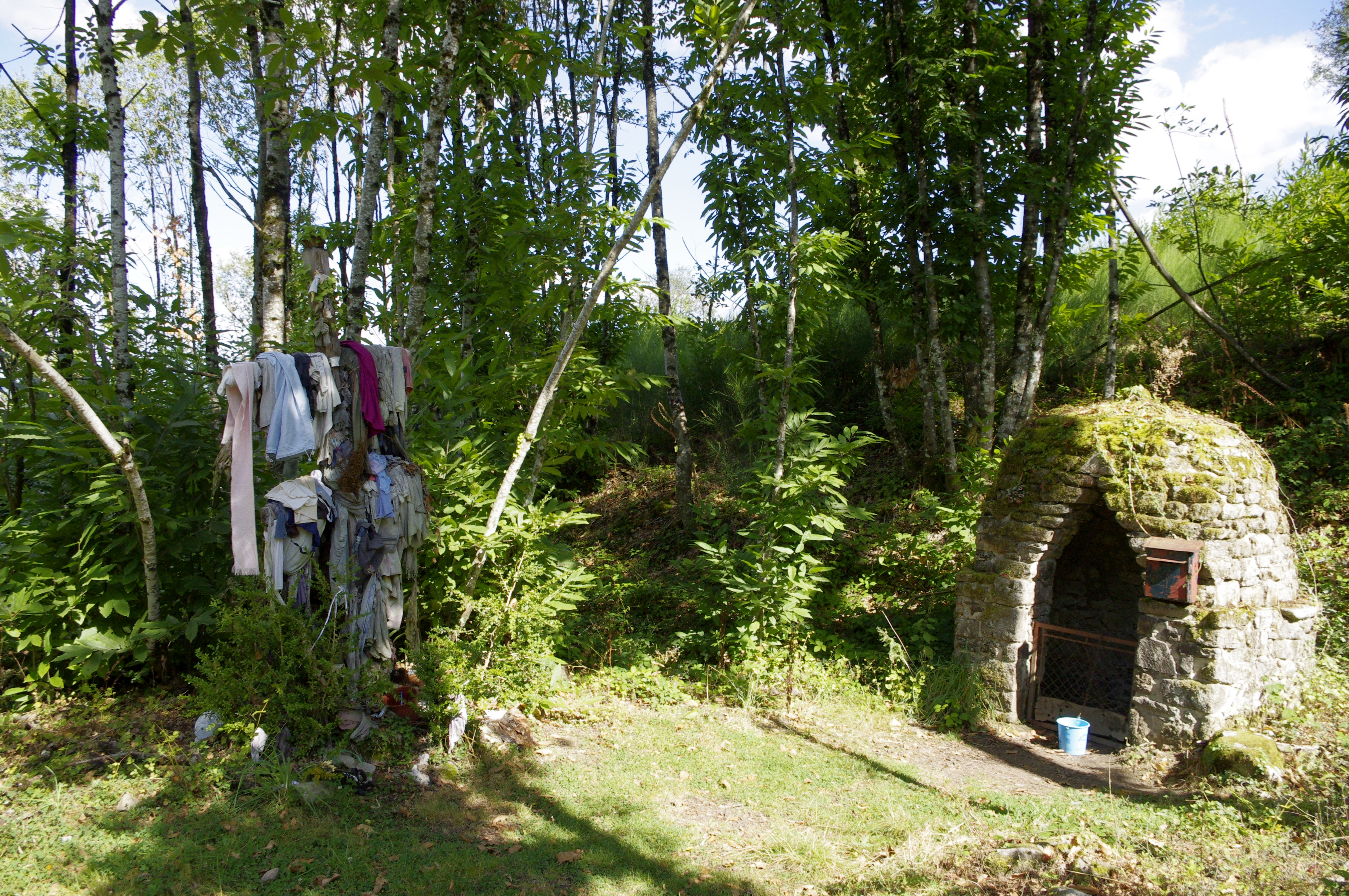
Région peu réputée pour sa dévotion, le Limousin entretient néanmoins un rapport particulier et étroit aux croyances populaires dont les avatars de la chrétienté peuvent être des supports (ici une bonne fontaine à Courbefy, Haute-Vienne).
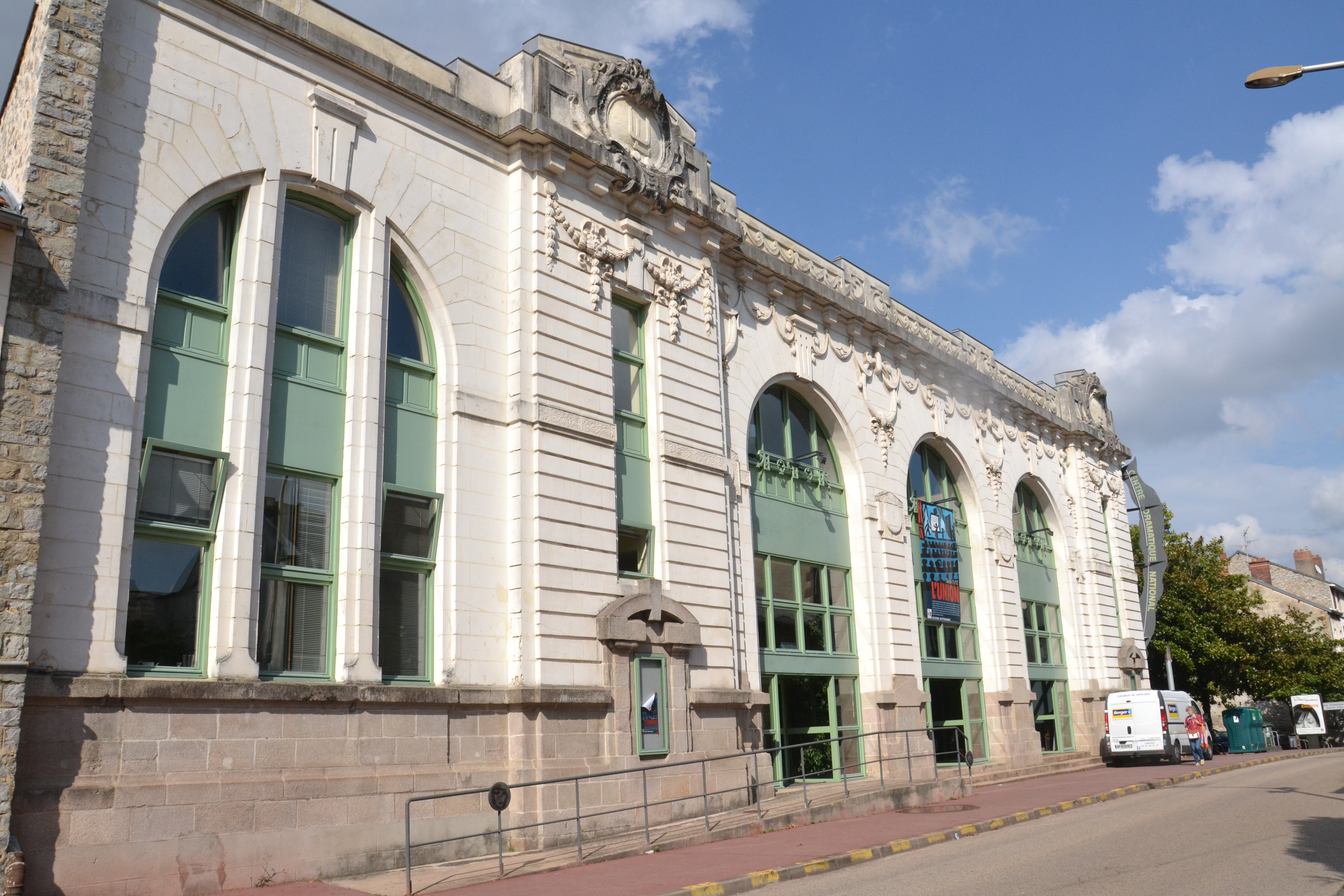
Le théâtre de l'Union de Limoges (Haute-Vienne), héritage de la tradition des coopératives ouvrières de la « Rome du Socialisme ».
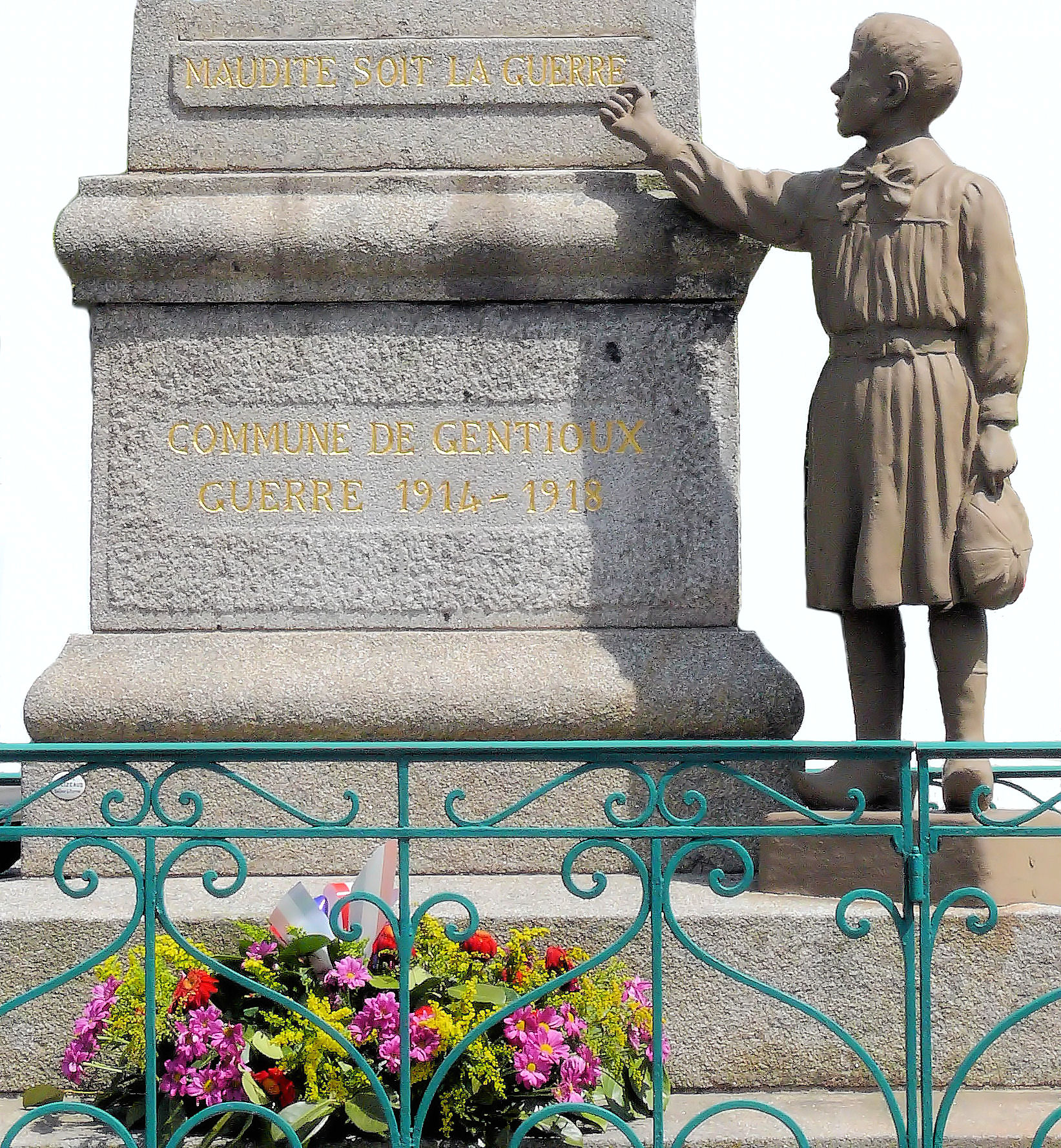
Le monument aux morts pacifiste de Gentioux-Pigerolles (Creuse), emblématique et constitutif de l'image de région « rebelle » véhiculée par de nombreux auteurs et responsables politiques.
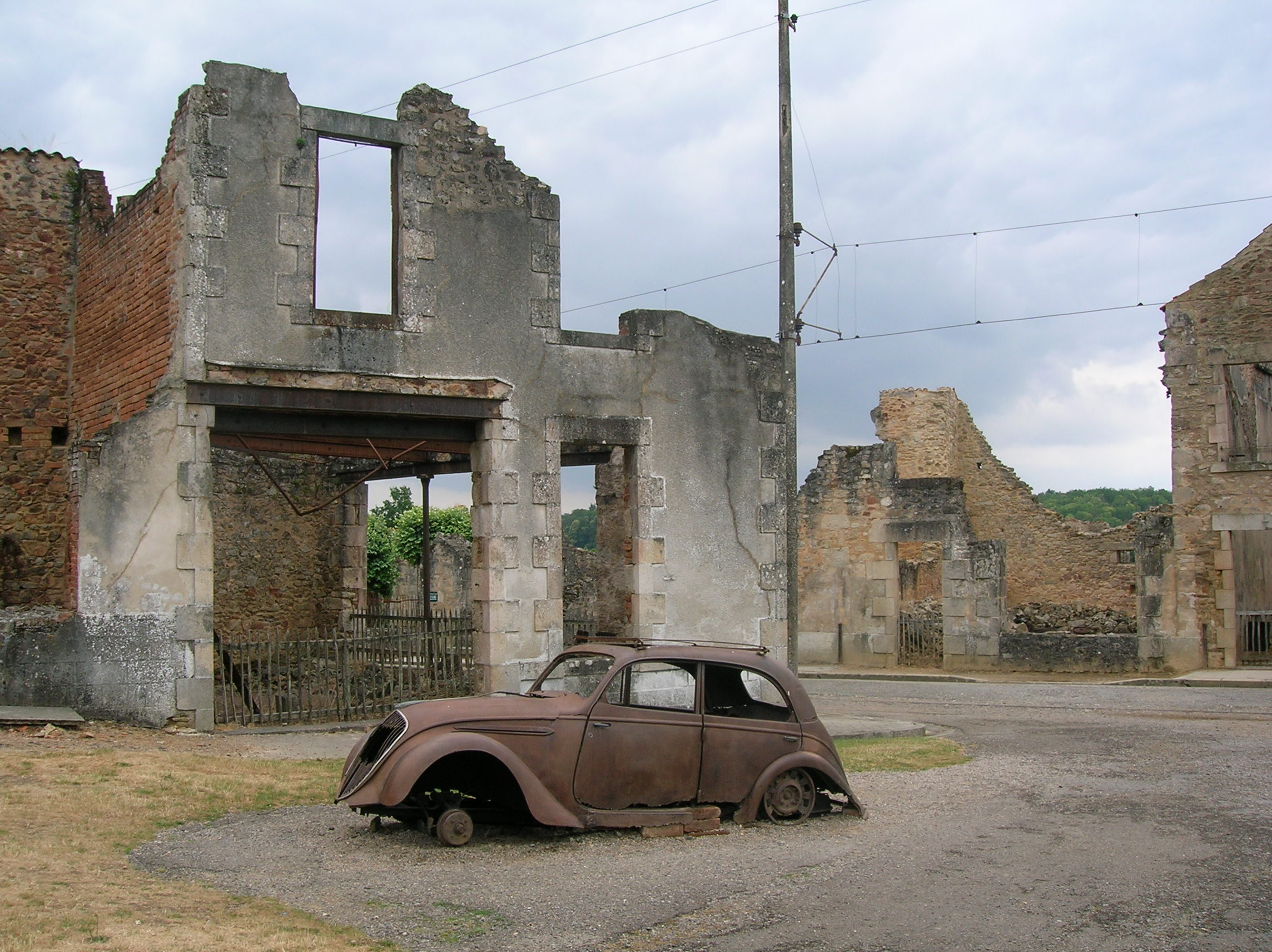
Avec Tulle (Corrèze), Oradour-sur-Glane (Haute-Vienne) est un des lieux marqueurs de la mémoire collective et institutionnelle du Limousin, largement mobilisé dans les discours politiques notamment.
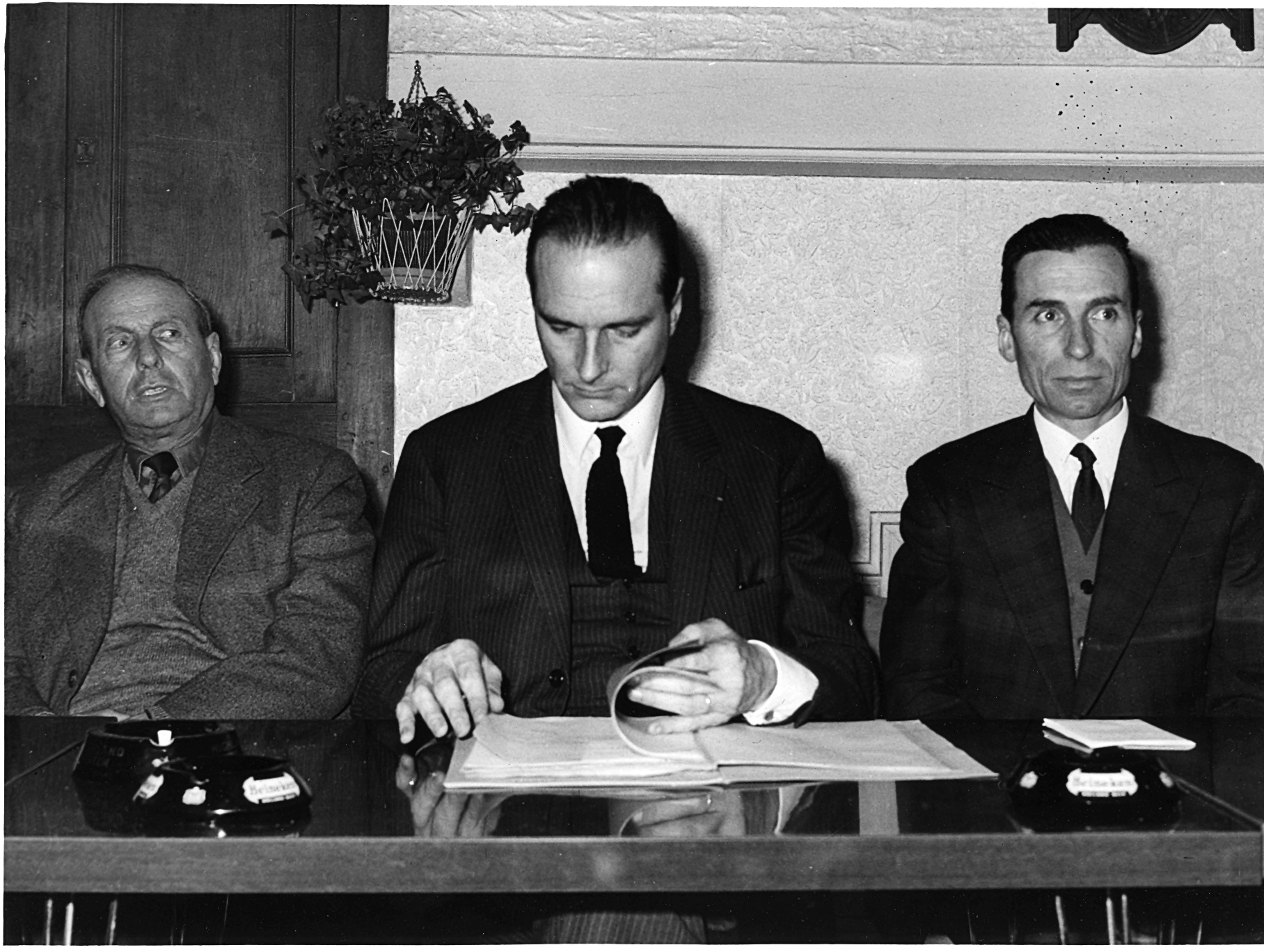
L'implantation politique en Limousin de Jacques Chirac, élu corrézien pendant trente ans, a largement influencé les comportements électoraux en Corrèze.
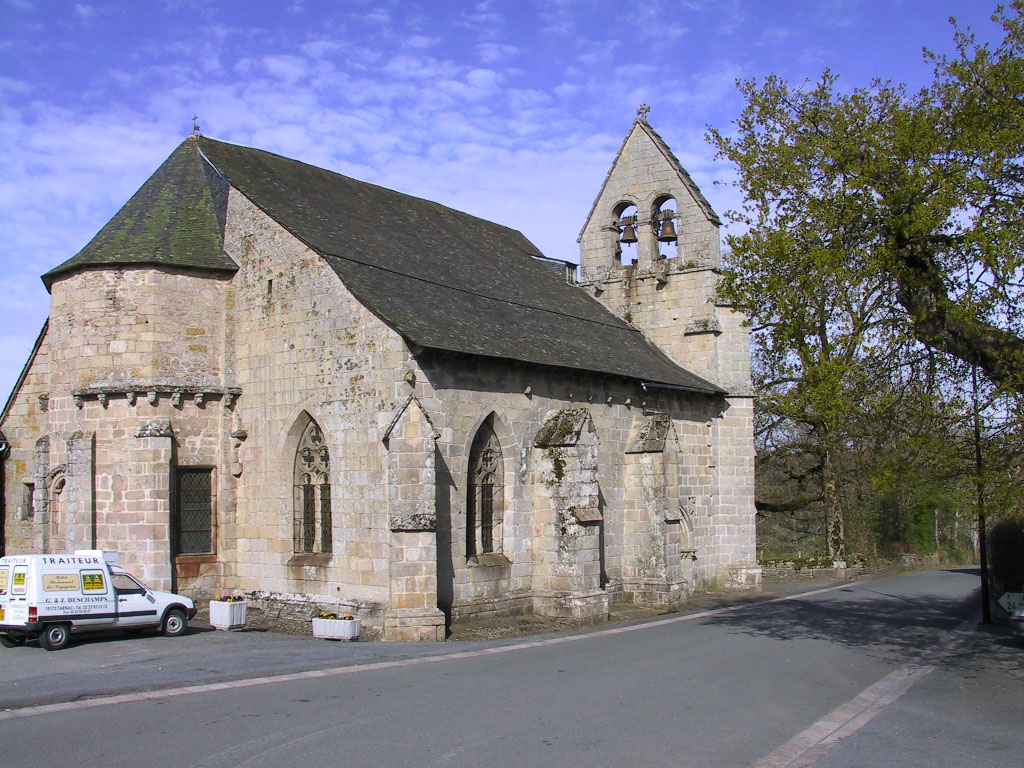
Tarnac (Corrèze), connu pour son « affaire » qui a indirectement médiatisé les sociabilités alternatives du plateau de Millevaches du début du XXIe siècle.

## Histoire politique

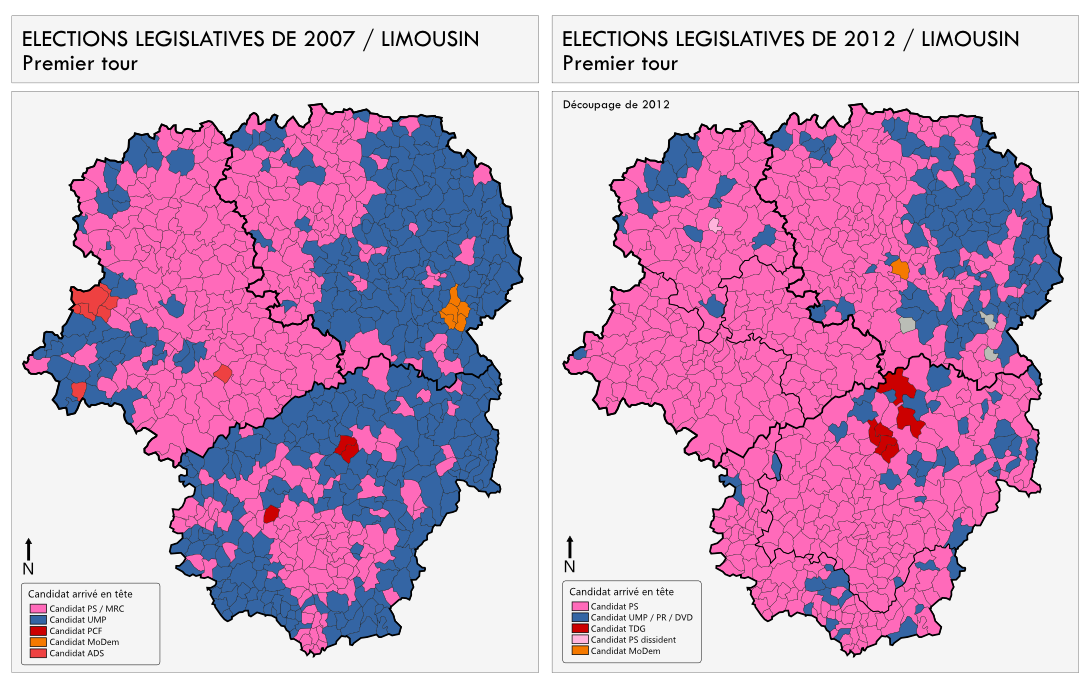
La comparaison de ces cartes montrant la nuance du candidat en tête au premier tour des élections législatives de 2007 et de 2012 explicite plusieurs traits majeurs de la géographie politique régionale récente : les foyers de gauche radicale sur le plateau de Millevaches, l'ancrage à droite de l'est de la Creuse, l'influence du PS dans le secteur de Tulle, ancienne ville de François Hollande, etc.

## Conseil régional
Le Conseil régional du Limousin est composé de 43 membres, est dirigé par une majorité de gauche et présidé depuis octobre 2014 par Gérard Vandenbroucke.
Pour la mandature 2010-2015, l'assemblée régionale s'est organisée en 5 groupes politiques :
- Groupe socialiste (20 conseillers, majorité)
- Groupe UMP et apparentés (10 conseillers, opposition)
- Groupe Limousin terre de gauche (6 conseillers, opposition)
- Groupe Europe Écologie - Les Verts (4 conseillers, majorité)
- Groupe ADS-MEL (2 conseillers, majorité)

Le Limousin est la seule région française à n'avoir jamais connu d'alternance, toujours dirigée par la gauche.

## Conseils départementaux
La région du Limousin est divisée en 3 départements: la Creuse, la Corrèze et la Haute-Vienne.
| Département  | #  | Population | Préfecture | Superficie | Président du Conseil général | Tendance politique |
| ------------ | -- | ---------- | ---------- | ---------- | ---------------------------- | ------------------ |
| Corrèze      | 19 | 237 000    | Tulle      | 5 850 km2  | Pascal Coste                 | UMP                |
| Creuse       | 23 | 123 000    | Guéret     | 5 560 km2  | Valérie Simonet              | UMP                |
| Haute-Vienne | 87 | 356 000    | Limoges    | 5 520 km2  | Jean-Claude Leblois          | PS                 |

## Circonscriptions
Le Limousin compte au total 6 circonscriptions : 3 dans la Haute-Vienne, 2 en Corrèze et 1 en Creuse. Elle en comptait 9 jusqu'au redécoupage des circonscriptions législatives françaises de 2010, qui a fait perdre une circonscription à chacun des trois départements.
Terre de gauche, la « vague bleue » consécutive à la réélection de Jacques Chirac 2002 avait entraîné l'élection de 4 députés de droite (UMP) contre seulement 2 en 1997. Le « ressac rose » de 2007 permet à 2 de ces circonscriptions (les mêmes qu'en 1997), de repasser à gauche. La réduction du nombre de députés à 6 et la victoire de la gauche à l'élection présidentielle en 2012 occasionnant la disparition de la circonscription de Haute-Corrèze, dite « Chiraquie », et la défaite de Jean Auclair en Creuse, permet au Limousin d'être seulement représenté par des élus socialistes.
| Haute-Vienne - 1re circonscription - Limoges-Saint-Léonard-de-Noblat-Eymoutiers - 2e circonscription - Limoges-Saint-Junien-Saint-Yrieix-la-Perche - 3e circonscription - Limoges-Bellac | Corrèze - 1re circonscription - Tulle-Ussel - 2e circonscription - Brive | Creuse - 1re circonscription - Guéret-Aubusson |

## Élection présidentielleetlégislative de 2012

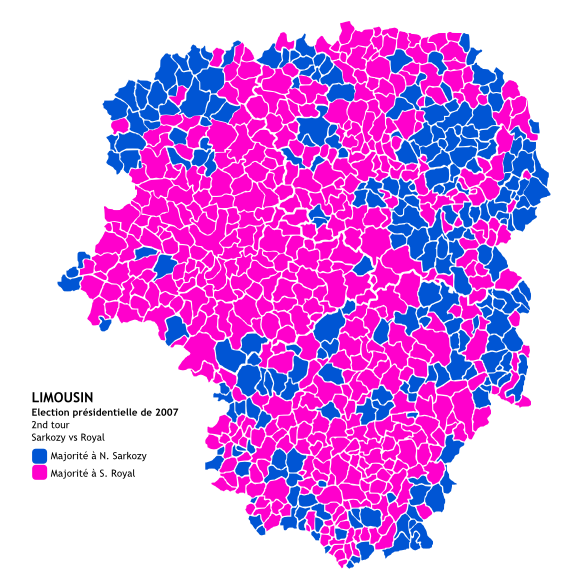
Résultats du tour de l'élection présidentielle de 2007

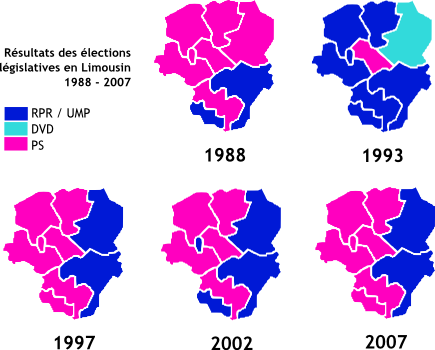
Évolution de la couleur politique des députés du Limousin entre 1988 et 2007

| Candidat              | Parti                     | Premier Tour | Second Tour |
| --------------------- | ------------------------- | ------------ | ----------- |
| François Hollande     | PS                        | 38,02 %      |             |
| Nicolas Sarkozy       | UMP                       | 20,85 %      |             |
| Marine Le Pen         | FN                        | 15,33 %      |             |
| Jean-Luc Mélenchon    | FG                        | 12,81 %      |             |
| François Bayrou       | MoDem                     | 7,63 %       |             |
| Nicolas Dupont-Aignan | DLR                       | 1,71 %       |             |
| Eva Joly              | Europe Écologie Les Verts | 1,65 %       |             |
| Philippe Poutou       | NPA                       | 1,19 %       |             |
| Nathalie Arthaud      | LO                        | 0,59 %       |             |
| Jacques Cheminade     | SP                        | 0,22 %       |             |
| François Hollande     | PS                        |              | 63,78 %     |
| Nicolas Sarkozy       | UMP                       |              | 36,22 %     |

| Première  |  | Sophie Dessus   |  | Michel Vergnier |  | Alain Rodet         |
| Deuxième  |  | Philippe Nauche |  |                 |  | Daniel Boisserie    |
| Troisième |  |                 |  |                 |  | Catherine Beaubatie |

## Municipalités
Couleur politique des communes limousines peuplées de plus de 3 500 habitants en 2014, après les élections municipales françaises de 2001, de 2008 et de 2014 :
| Résultats               | Scrutins               | Scrutins | Scrutins | Scrutins               | Scrutins | Scrutins | Scrutins               | Scrutins | Scrutins |
| Résultats               | 2001                   | 2001     | 2001     | 2008                   | 2008     | 2008     | 2014                   | 2014     | 2014     |
| Ville                   | Maire élu              | -        | Parti    | Maire élu              | -        | Parti    | Maire élu              | -        | Parti    |
| ----------------------- | ---------------------- | -------- | -------- | ---------------------- | -------- | -------- | ---------------------- | -------- | -------- |
| Limoges                 | Alain Rodet            |          | PS       | Alain Rodet            |          | PS       | Émile-Roger Lombertie  |          | UMP      |
| Brive-la-Gaillarde      | Bernard Murat          |          | RPR      | Philippe Nauche        |          | PS       | Frédéric Soulier       |          | UMP      |
| Tulle                   | François Hollande      |          | PS       | Bernard Combes         |          | PS       | Bernard Combes         |          | PS       |
| Guéret                  | Michel Vergnier        |          | PS       | Michel Vergnier        |          | PS       | Michel Vergnier        |          | PS       |
| Saint-Junien            | Pierre Allard          |          | ADS      | Pierre Allard          |          | ADS      | Pierre Allard          |          | ADS      |
| Ussel                   | Laurent Chastagnol     |          | RPR      | Martine Leclerc        |          | PS       | Christophe Arfeuillère |          | UMP      |
| Panazol                 | Bernard Delage         |          | PS       | Jean-Paul Duret        |          | DVG      | Jean-Paul Duret        |          | PS       |
| Couzeix                 | Jean-Marc Gabouty      |          | RPR      | Jean-Marc Gabouty      |          | PR       | Jean-Marc Gabouty      |          | UDI      |
| Malemort-sur-Corrèze    | Robert Penalva         |          | PS       | Jean-Jacques Pouyadoux |          | PS       | Frédérique Meunier     |          | UDI      |
| Isle                    | Marcel Faucher         |          | PS       | Gilles Bégout          |          | DVG      | Gilles Bégout          |          | DVG      |
| Saint-Yrieix-la-Perche  | Daniel Boisserie       |          | PS       | Daniel Boisserie       |          | PS       | Daniel Boisserie       |          | PS       |
| Le Palais-sur-Vienne    | Jean-Claude Cruveilher |          | PS       | Isabelle Briquet       |          | PS       | Isabelle Briquet       |          | PS       |
| Feytiat                 | Jean-Paul Denanot      |          | PS       | Bernard Fourniaud      |          | PS       | Gaston Chassain        |          | PS       |
| La Souterraine          | Yves Furet             |          | PS       | Yves Furet             |          | PS       | Jean-François Muguay   |          | PS       |
| Ambazac                 | Élisabeth Maciejowski  |          | PS       | Élisabeth Maciejowski  |          | PS       | Josette Libert         |          | PCF      |
| Aixe-sur-Vienne         | Daniel Nouaille        |          | PS       | Daniel Nouaille        |          | PS       | René Arnaud            |          | DVD      |
| Condat-sur-Vienne       | Bruno Genest           |          | SE       | Bruno Genest           |          | SE       | Bruno Genest           |          | SE       |
| St-Pantaléon-de-Larche  | Jean-Jacques Delpech   |          | RPR      | Jean-Jacques Delpech   |          | UMP      | Alain Lapacherie       |          | DVD      |
| Saint-Léonard-de-Noblat | Christine Riffaud      |          | SE       | Christine Riffaud      |          | SE       | Alain Darbon           |          | PS       |
| Verneuil-sur-Vienne     | Gilbert Pétiniaud      |          | PS       | Gilbert Pétiniaud      |          | PS       | Pascal Robert          |          | PS       |
| Égletons                | Bernadette Bourzai     |          | PS       | Michel Paillassou      |          | UMP      | Michel Paillassou      |          | UMP      |
| Rilhac-Rancon           | Roland Izart           |          | PS       | Roland Izart           |          | PS       | Annick Chadoin         |          | PCF      |
| Bellac                  | Jacques-Michel Faure   |          | RPR      | Jean-Michel Doumeix    |          | PS       | Corine Hourcade-Hatte  |          | SE       |
| Ussac                   | Gilbert Rouhaud        |          | DVG      | Gilbert Rouhaud        |          | DVG      | Gilbert Rouhaud        |          | DVG      |
| Allassac                | Gilbert Fronty         |          | PS       | Gilbert Fronty         |          | PS       | Jean-Louis Lascaux     |          | DVG      |
| Rochechouart            | Jean-Marie Rougier     |          | PS       | Jean-Marie Rougier     |          | PS       | Jean-Marie Rougier     |          | PS       |
| Aubusson                | Michel Moine           |          | PS       | Michel Moine           |          | PS       | Michel Moine           |          | PS       |
| Objat                   | Jacques Lagrave        |          | RPR      | Philippe Vidau         |          | UMP      | Philippe Vidau         |          | UMP      |